# Championnat de France de football américain 2023
Navigation
Saison 2022 Saison 2024
Le championnat de France de football américain 2023 est la 41e saison du championnat de France de football américain de Division 1.
Le vainqueur remporte le trophée dénommé Casque de diamant 2023.

## Déroulement du championnat
Les équipes sont réparties en deux conférences géographiques (A et B). Ces équipes s'affrontent lors de la saison régulière.
Chaque conférence étant composé de 6 équipes, chaque équipe joue dix matches (2 matches aller/retour contre chacune des 5 autres équipes de sa conférence).
Les six premières équipes à l'issue de la saison régulière sont qualifiées pour la série éliminatoire (playoffs).
Aisni, un tour de wild card est organisé dont sont exemptés les premiers de chaque conférence, les 2e de chaque conférence rencontrant les 3e de l'autre conférence.
Les gagnants des matchs de wild card rencontrent en demi-finale les champions de conférence et les deux vainqueurs se rencontrent en finale.

### Les équipes
( P = promu de Division 2.)
- Conférence Nord
  - Cougars de Saint-Ouen-l'Aumône
  - Flash de La Courneuve
  - Molosses d'Asnières
  - Pionniers de Tours P
  - Spartiates d'Amiens
  - Vikings de Villeneuve-d'Ascq P

- Conférence Sud
  - Argonautes d'Aix-en-Provence
  - Black Panthers de Thonon
  - Blue Stars de Marseille
  - Centaures de Grenoble
  - Grizzlys Catalans
  - Ours de Toulouse P

## Résultats

### Saison régulière
| Clas | Équipe                   | MJ | V | N | D  | V/D  | PM  | PE  | Diff |
| ---- | ------------------------ | -- | - | - | -- | ---- | --- | --- | ---- |
| 1    | Black Panthers de Thonon | 10 | 9 | 1 | 0  | .900 | 407 | 111 | +296 |
| 2    | Flash de La Courneuve    | 10 | 8 | 1 | 1  | .800 | 321 | 098 | +223 |
| 3    | Pionniers de Tours       | 10 | 5 | 0 | 5  | .500 | 174 | 228 | -054 |
| 4    | Molosses d'Asnières      | 10 | 4 | 1 | 5  | .400 | 077 | 098 | -021 |
| 5    | Cougars de Saint-Ouen    | 10 | 2 | 1 | 07 | .200 | 149 | 238 | +089 |
| 6    | Spartiates d'Amiens      | 10 | 0 | 0 | 10 | 0.00 | 116 | 426 | -310 |

| Clas | Équipe                  | MJ | V | N | D | V/D  | PM  | PE  | Diff |
| ---- | ----------------------- | -- | - | - | - | ---- | --- | --- | ---- |
| 1    | Blue Stars de Marseille | 10 | 8 | 0 | 2 | .800 | 342 | 096 | +246 |
| 2    | Ours de Toulouse        | 10 | 7 | 1 | 2 | .700 | 184 | 142 | +042 |
| 3    | Grizzlys Catalans       | 10 | 6 | 1 | 3 | .600 | 244 | 224 | -020 |
| 4    | Dauphins de Nice        | 10 | 4 | 0 | 6 | .400 | 185 | 163 | +022 |
| 5    | Argonautes d'Aix        | 10 | 2 | 0 | 8 | .200 | 103 | 181 | -078 |
| 6    | Centaures de Grenoble   | 10 | 2 | 0 | 8 | .200 | 137 | 289 | -152 |

Sources : fffa.org, 

### Phase finale
|  | Wild-card,            | Wild-card,              |                          |              | Demi-finales,            | Demi-finales, |  |  | Finale,                                                      | Finale,                                                      |
|  | Wild-card,            | Wild-card,              |                          |              | Demi-finales,            | Demi-finales, |  |  | Finale,                                                      | Finale,                                                      |
|  |                       |                         |                          |              |                          |               |  |  |                                                              |                                                              |
|  | 3 juin 2023           | 3 juin 2023             |                          |              | 17 juin 2023             | 17 juin 2023  |  |  | 1er juillet 2023 - 4 000 spectateurs - Tabora José Jr. (MVP) | 1er juillet 2023 - 4 000 spectateurs - Tabora José Jr. (MVP) |
|  | 3 juin 2023           | 3 juin 2023             |                          |              | 17 juin 2023             | 17 juin 2023  |  |  | 1er juillet 2023 - 4 000 spectateurs - Tabora José Jr. (MVP) | 1er juillet 2023 - 4 000 spectateurs - Tabora José Jr. (MVP) |
|  | 3 juin 2023           | 3 juin 2023             | Pionniers de Tours       | 14           |                          |               |  |  | 1er juillet 2023 - 4 000 spectateurs - Tabora José Jr. (MVP) | 1er juillet 2023 - 4 000 spectateurs - Tabora José Jr. (MVP) |
|  | Ours de Toulouse      | 26                      | Pionniers de Tours       | 14           |                          |               |  |  | 1er juillet 2023 - 4 000 spectateurs - Tabora José Jr. (MVP) | 1er juillet 2023 - 4 000 spectateurs - Tabora José Jr. (MVP) |
|  | Ours de Toulouse      | 26                      | Black Panthers de Thonon | 21           |                          |               |  |  | 1er juillet 2023 - 4 000 spectateurs - Tabora José Jr. (MVP) | 1er juillet 2023 - 4 000 spectateurs - Tabora José Jr. (MVP) |
|  | Pionniers de Tours    | 35                      | Black Panthers de Thonon | 21           |                          |               |  |  | 1er juillet 2023 - 4 000 spectateurs - Tabora José Jr. (MVP) | 1er juillet 2023 - 4 000 spectateurs - Tabora José Jr. (MVP) |
|  | Pionniers de Tours    | 35                      | 17 juin 2023             | 17 juin 2023 | Black Panthers de Thonon | 35            |  |  |                                                              |                                                              |
|  | 10 juin 2023          |                         | 17 juin 2023             | 17 juin 2023 | Black Panthers de Thonon | 35            |  |  |                                                              |                                                              |
|  |                       | Blue Stars de Marseille | 17 juin 2023             | 17 juin 2023 | 18                       |               |  |  |                                                              |                                                              |
|  | Grizzlys Catalans     | Blue Stars de Marseille | 17 juin 2023             | 17 juin 2023 | 18                       | 31            |  |  |                                                              |                                                              |
|  | Grizzlys Catalans     | Flash de La Courneuve   | 20                       |              |                          | 31            |  |  |                                                              |                                                              |
|  | Flash de La Courneuve | Flash de La Courneuve   | 20                       | 41           |                          |               |  |  |                                                              |                                                              |
|  | Flash de La Courneuve | Blue Stars de Marseille | 27                       | 41           |                          |               |  |  |                                                              |                                                              |
|  |                       | Blue Stars de Marseille | 27                       |              |                          |               |  |  |                                                              |                                                              |